# Lijst van burgemeesters van Wanroij
Dit is een lijst van burgemeesters van de voormalige Nederlandse gemeente Wanroij in de provincie Noord-Brabant tot aan het verdwijnen van deze gemeente bij de gemeentelijke herindeling op 1 januari 1994 toen het voor het grootste deel opging in de nieuw gevormde gemeente Sint Anthonis.
| Ambtsperiode | Naam burgemeester                   | Partij of stroming | Bijzonderheden |
| ------------ | ----------------------------------- | ------------------ | -------------- |
| 1811 - 1816  | Peter Reijnen                       |                    |                |
| 1817 - 1852  | Jan Francis van den Heuvel          |                    |                |
| 1852 - 1889  | Cornelis Lambertus van den Heuvel   |                    |                |
| 1889 - 1895  | Johan Charles Henri Breton van Lith |                    |                |
| 1895 - 1909  | Peter Hendriks                      |                    |                |
| 1909 - 1931  | Alphonsus Hendriks                  |                    |                |
| 1931 - 1953  | P.A. Cornelissen                    |                    |                |
| 1953 - 1972  | Cees (C.A.) Smulders                |                    |                |
| 1972 - 1985  | Piet (P.J.J.M.) de Bekker           |                    |                |
| 1985 - 1992  | Louis (L.H.J.) Peters               | CDA                |                |
| 1992 - 1994  | Piet (P.A.C.C.) van Hout            | CDA                | waarnemend     |